# Edward Stafford, 3:e hertig av Buckingham

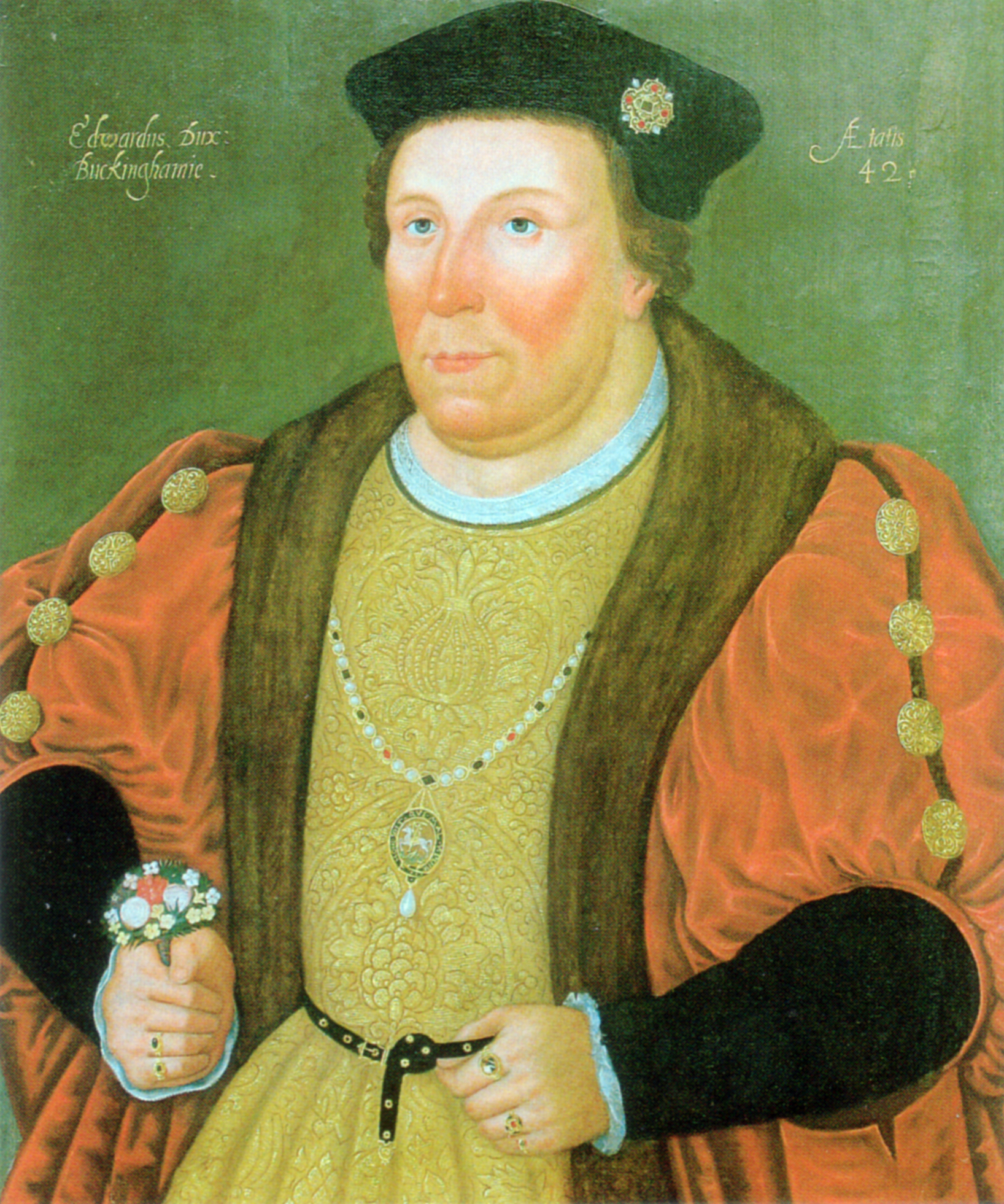
Edward Stafford, 3:e hertigen av Buckingham, okänd konstnär, 1520, Magdalene College, Cambridge.

Edward Stafford, 3:e hertig av Buckingham född den 3 februari 1478, död den 17 maj 1521, var en engelsk adelsman. Han var son till Henry Stafford, 2:e hertig av Buckingham och lady Catherine Woodville, som var svägerska till Edvard IV av England.

## Barndom och uppväxt
Stafford föddes på Brecon Castle i Wales. Hans far anklagades och avrättades för att ha gjort uppror mot Rikard III av England när Stafford var fem år gammal. Två år senare när Henrik VII av England blev kung, upphävdes domen mot Staffords far, och hans egendomar, titel samt vårdnaden om den unge hertigen av Buckingham överlämnades åt kungens mor, lady Margaret Beaufort. En av anledningarna till detta kan ha varit att Buckingham och Henrik VII:s drottning, Elisabet av York, var kusiner.

## Familj
Buckingham gifte sig år 1500 med Eleanor Percy som var dotter till Henry Percy, 4:e earl av Northumberland. De fick fyra barn:
1. Henry Stafford, 1:e baron Stafford (18 september 1501–30 april 1563)
2. Elizabeth Stafford, hertiginna av Norfolk, (1494–30 november 1558) , som gifte sig med Thomas Howard, 3:e hertig av Norfolk
3. Catherine Stafford, som gifte sig med Ralph Neville, 4:e earl av Westmorland
4. Mary Stafford, som gifte sig med George Neville, 5:e baron Bergavenny.

Ett av familjens främsta residens var Thornbury Castle, som hade varit i släktens ägo sedan 1087. År 1508 fick Buckingham lov av kungen att befästa slottet, ett arbete som aldrig färdigställdes på grund av hertigens avrättning.

## Livet vid hovet
Redan som ung man, år 1495, utsågs Buckingham till riddare av Strumpebandsorden och han fyllde flera ceremoniella funktioner vid hovet. När Henrik VIII blev kung utsågs han till Lord High Steward vid dennes kröning. år 1509, där han också fick äran att bära kungens krona. År 1514 utsågs han till Lord High Constable.
År 1510 blev Buckingham och kungen ovänner då hertigen upptäckte att Henrik hade en affär med hertigens gifta syster Anne. Hertigen lät placera henne i ett avlägset kloster. Det finns dock tecken på att affären fortsatte till år 1513. Kungen tog dock hertigen till nåder igen, och han var med när kungens syster gifte sig, och tjänade även som parlamentsledamot och medlem i kungens förhandlingsdelegationer som underhandlade med till exempel Frans I av Frankrike och Karl V.

## Avrättning
Vid Henrik VIII:s hov var det inte den gamla högadeln som utövade det största inflytandet över kungen, utan män av låg härkomst såsom Thomas Wolsey. Buckingham, som hade kungligt blod och dessutom genom gifte var besläktad med den största delen av den gamla adeln, blev snart ledare för de medlemmar av högadeln som var missnöjda med den nya ordningen. 
Under 1520 väcktes misstankar om att en komplott mot kungen planerades, och Henrik VIII lät tillsätta en utredning. Henrik förhörde personligen vittnena, och samlade bevis till rättegången. Buckingham kallades till hovet i april 1521, arresterades och fördes till Towern.  Buckingham ställdes till svars inför 17 av de andra pärerna, anklagad för att ha lyssnat till spådomar om kungens död (vilket var ett brott i sig), och för att ha planerat att döda kungen. 
Utgången var förutbestämd, och Buckingham dömdes till döden. Han avrättades på Tower Hill den 17 maj. Postumt dömdes han även av parlamentet att mista sin titel och sina egendomar.

## Buckingham i populärkultur
- Buckingham spelas av  Charles Dance i den tvådelade BBC-serien Henrik VIII (2003) med  Ray Winstone och Helena Bonham Carter i huvudrollerna som Henrik och Anne Boleyn.
- Buckingham är med i de två första avsnitten av The Tudors, där han spelas av Steven Waddington Buckinghams handlingar i serien avviker kraftigt från verkligheten.
- Buckinghams öde beskrivs även i William Shakespeares pjäs Henrik VIII.